# I Would Be a Biggest Octopus
I Would Be a Biggest Octopus är det andra soloalbumet av den amerikanska musikern Logan Whitehurst, släppt 1998.

## Låtlista
1. "Logan Uncle Whitehurst" - 0:20
2. "The Man from Atlantis" - 3:35
3. "Strange Mr. Gregor" - 1:59
4. "I Hear the Hiss" - 0:24
5. "We Want to Rule the World" - 1:39
6. "Happy Noodle vs. Sad Noodle" - 2:58
7. "Hey Noonie! Remix" - 0:48
8. "Ach! Apella" - 1:05
9. "Rockabye Baby" - 0:35
10. "Fission or Fusion?" - 1:36
11. "Surfing in Hell" - 1:44
12. "Alphabet" - 0:39
13. "Not My Atom Bomb" - 3:22
14. "Family First" - 1:26
15. "Friends Like Bill" - 2:45
16. "Ding Dong Medley" - 4:16
17. "Farting Angel" - 1:12
18. "Voy a la Playa" - 0:40
19. "Some Fish!" - 0:17
20. "Wash My Hands" - 0:38
21. "Three Legged Horse" - 2:17
22. "Mrs. Fenway" - 3:26
23. "My Number Is F'jini" - 0:33
24. "Unshake It" - 0:38
25. "Captain Pete's Slideshow" - 1:16
26. "The Death of Sid Sheinberg" - 4:44